# Shadowrun (seria)
Shadowrun – seria gier komputerowych stworzonych w oparciu o grę fabularną Shadowrun spółki FASA, osadzoną w dystopijnym świecie futurystycznym. Ów system fabularny stał się inspiracją dla licznych gier komputerowych. 
Pierwsza komputerowa adaptacja uniwersum pod tytułem Shadowrun, z widokiem izometrycznym, została wyprodukowana przez Beam Software w 1993 roku i była luźno wzorowana na książce Nigdy nie ufaj smokom Roberta N. Charrete’a. Kolejna gra o tym samym tytule autorstwa BlueSky Software ukazała się w 1994 roku, była prezentowana w widoku z lotu ptaka i ma opinię najwierniejszej adaptacji uniwersum. Jeszcze inna wersja autorstwa Group SNE, która miała premierę w 1996 roku, znacząco natomiast odbiegała od pierwowzoru i prezentowana była w stylu mangowym.
Reaktywację uniwersum podjęło studio Fasa Interactive w 2007 roku, tworząc grę Shadowrun; była ona jednak nastawiona głównie na tryb gry wieloosobowej i uzyskała niepochlebne recenzje krytyków. W 2013 roku Harebrained Schemes podjęło próbę stworzenia finansowanej przez Kickstarter gry Shadowrun Returns, która spotkała się na ogół z pozytywnym odbiorem. 
| Tytuł                                 | Platforma                                    | Producent               | Rok produkcji |
| ------------------------------------- | -------------------------------------------- | ----------------------- | ------------- |
| Shadowrun                             | SNES                                         | Beam Software           | 1993          |
| Shadowrun                             | Sega Mega Drive                              | BlueSky Software        | 1994          |
| Shadowrun                             | Sega Mega-CD                                 | Group SNE               | 1996          |
| Shadowrun                             | Xbox 360 i PC                                | Fasa Interactive        | 2007          |
| Shadowrun Returns                     | PC, Mac                                      | Harebrained Schemes     | 2013          |
| Shadowrun: Dragonfall                 | Microsoft Windows, OS X, Linux, iOS, Android | Harebrained Schemes     | 2014          |
| Shadowrun Chronicles: Boston Lockdown | Linux, Windows, OS X, Android, iOS, Ouya     | Cliffhanger Productions | 2015          |
| Shadowrun: Hong Kong                  | Microsoft Windows, OS X, Linux               | Harebrained Schemes     | 2015          |